# Shaun Micheel
Shaun Carl Micheel, né le 5 janvier 1969 à Orlando, est un golfeur américain qui joue sur le PGA Tour (circuit américain). Devenu professionnel en 1992 après avoir appris le golf seul dans son enfance. Irrégulier, il réussit pourtant à remporter le Championnat de la PGA en 2003, son plus grand succès, suivi d'un NIKE Greensboro Open (Nationwide Tour) en 1999 et de l'Open de Singapour en 1998.

## Palmarès

### Tournois majeurs
- Championnat de la PGA : 2003

### Nationwide Tour
- 1999 : NIKE Greensboro Open.

### Asian Tour
- 1999 : Open de Singapour.